# Ponte romano di Catribana
Il ponte romano di Catribana si trova nel paese omonimo di Catribana nei pressi della parrocchia di São João das Lampas, nel comune di Sintra, che si trova nel distretto di Lisbona, in Portogallo. Non è stato identificato come ponte romano fino agli anni '80, ed è stato restaurato nel 2019 al fine di rimediare alla notevole condizione di degrado in cui si trovava.
Il ponte, che attraversa il torrente Bolelas, è realizzato in blocchi di calcare locale. È probabile che fornisse l'accesso a una villa romana da una strada principale o collegasse due importanti ville romane dell'epoca nell'area di Olisipo romano (corrispondente all'odierna Municipalità di Lisbona), nella provincia di Lusitania, che faceva parte dell'Impero Romano. È composto da un'unica arcata e parapetto, ha subito diverse modifiche nel corso dei secoli. Sul suo lato sud si trova un tratto di via romano, lunga circa 50 metri, che dà accesso al ponte. In prossimità del ponte gli archeologi hanno individuato resti di una necropoli di epoca romana insieme a resti di un insediamento del neolitico.